# سنترویل (ایلینوی)
سنترویل، ایلینوی (به انگلیسی: Centreville, Illinois) یک شهر در ایالات متحده آمریکا با جمعیت ۵٬۹۵۱ نفر است که در ایلی‌نوی واقع شده‌است.

## موقعیت جغرافیایی
موقعیت جغرافیایی شهرها و مناطق اطراف به شرح زیر است: